# Bin tang dun xue li
Bin tang dun xue li (冰糖炖雪梨S, Bīngtáng dùn xuělíP; titolo internazionale Skate Into Love) è una serie televisiva cinese trasmessa su Jiangsu TV e Zhejiang TV dal 19 marzo al 9 aprile 2020.

## Trama
Questa è la storia di due amici d'infanzia che condividono lo stesso amore per il pattinaggio sul ghiaccio. Alle elementari Li Yubing e Tang Xue erano compagni di banco; Yubing, tuttavia, non sopportava la ragazza per il suo carattere prepotente e autoritario e alle medie decide di cambiare scuola per non vederla più. Ma il destino ha in serbo ben altro: sei anni dopo, infatti, i due si reincontrano all'università. Li Yubing è diventato il giocatore di hockey più acclamato della scuola mentre Tang Xue sembra costretta a dover rinunciare al pattinaggio di velocità per sempre vedendo svanire il suo sogno. Li Yubing, scoprendo che Tang Xue si è candidata al ruolo di sua assistente, decide di assumerla con l'intento di tormentarla come lei fece in passato con lui. Le cose però non vanno come previsto: il ragazzo comincia infatti a conoscere dei lati dell'ex compagna che non aveva mai visto, iniziando a capire che in realtà non è affatto cattiva o prepotente come aveva sempre pensato e pian piano si rende conto di essersi innamorato di lei. Ma le cose non sono sempre semplici; Li Yubing e Tang Xue insieme dovranno fronteggiare molti ostacoli per poter realizzare i loro sogni.

## Personaggi
- Tang Xue, interpretata da Janice Wu e Zhangshang Mingzhu (da giovane)
- Li Yubing, interpretato da Zhang Xincheng
- Yu Yan, interpretato da Zhou Lijie
- Zhou Ran, interpretato da Chu Yue
- Jiang Shijia, interpretato da Cao Bo
- Xia Menghuan, interpretata da He Xuanlin
- Bian Cheng, interpretato da Wei Tianhao
- Zhang Yuewei, interpretata da Han Jiunuo
- Liao Zhenyu, interpretato da Qin Tianyu
- Ye Liuying, interpretata da Lu Junyao
- Allenatore Jin, interpretato da Xia Minghao
- ?, interpretato da Li Zongrui